# Дуга Струве
Геодези́ческая дуга́ Стру́ве — градусное измерение Земли, цепь из 265 триангуляционных пунктов, протянувшаяся более чем на 2820 километров от города Хаммерфест, Норвегия до побережья Чёрного моря. Измерение проводилось с целью определения параметров Земли, её формы и размера. Названа по имени главного руководителя — российского астронома Фридриха Георга Вильгельма Струве (Василия Яковлевича Струве). Создавалась на территориях Шведско-норвежской унии и Российской империи в XIX веке.

## Научная идея

Дуга Струве на современной политической карте. Красными точками обозначены сохранившиеся пункты

Чтобы подтвердить представление учёных о форме Земли как двуосного эллипсоида, были предприняты измерения величин меридианов и экваториального радиуса и сжатия Земли. Цепь из 258 треугольников с общей стороной (265 триангуляционных пунктов) была проложена на 2820 км (1/14 часть окружности Земли) с севера на юг вдоль 25-градусного меридиана восточной долготы (25° 20′08″). 13 пунктов были основными и представляли собой совмещенные астрономо-геодезические пункты, в них были сделаны астрономические определения широт и азимутов. Руководителями работ были астроном, академик и профессор, первый директор Пулковской обсерватории и директор Дерптской обсерватории, учредитель Русского географического общества Василий Яковлевич (Фридрих Георг Вильгельм) Струве и военный геодезист полковник (а затем генерал-лейтенант) Карл Иванович (Карл Фридрих) Теннер.
Опорные точки сети меридиана были маркированы на местности выдолбленными в скалах углублениями, железными крестами, пирамидами из камней или специально установленными обелисками. В конечных пунктах Дуги были установлены монументы: «Пункт Фугленес» лежит на побережье Баренцева моря, недалеко от мыса Норд-Кап и норвежского города Хаммерфест (70° 40′11″ северной широты), «Пункт Старо-Некрасовка» расположен в Одесской области Украины недалеко от города Измаил (45° 20′28″ северной широты).
Геодезическая дуга Струве измерялась научными сотрудниками Дерптской (Тартуской) и Пулковской обсерваторий 40 лет, с 1816 до 1855 гг. Финансирование велось на средства, пожертвованные лично императорами: Александром I и главным образом, Николаем I.
Работы, относящиеся к Русской дуге, были выполнены под эгидой Петербургской академии Наук. Измерения на Скандинавской дуге выполнялись с одобрения короля Швеции и Норвегии Оскара I, совместными силами шведских, норвежских и российских геодезистов и офицеров при содействии астрономов Пулковской обсерватории. В 1828 году известный геодезист и картограф, в последующем генерал-лейтенант российской императорской армии Иосиф Ходзько участвовал в соединении Литовского градусного измерения с Лифляндским, которое осуществлял в то время директор Дерптской обсерватории Василий Струве.
Точность измерений Струве была очень высока: их проверка спутниковыми методами в XX веке показала погрешность всего в 12 м. (около 4 мм на каждый километр дуги).

## Значение для науки
Измерения Струве использовались в науке и народном хозяйстве более 130 лет, они применялись во всех исследованиях формы Земли методом сопоставления астрономо-геодезических дуг. Уже в 1853—1854 гг. на основе русского и английского (в Индии) измерений Струве вывел предварительный результат вычисления наиболее вероятных размеров Земли, ставших в истории геодезической науки самым первым «попаданием» в точные параметры общеземного двухосного эллипсоида вращения.
Триангуляционный каркас градусных измерений послужил основой для создания военно-топографических и навигационных карт, это способствовало международным контактам ученых, военных и государственных деятелей.
В настоящее время пункты дуги можно найти на территории Норвегии, Швеции, Финляндии, России, Эстонии, Латвии, Литвы, Беларуси, Молдавии (село Рудь) и Украины. В России таких точек только две, на острове Гогланд в Финском заливе в 180 км от Санкт-Петербурга.
В 1993 году финны на конференции в Тартуском университете, посвященной 200-летию Струве, предложили придать Дуге статус памятника всемирного наследия ЮНЕСКО. В Финляндии все точки Дуги Струве ещё с XIX века обследовались неоднократно, их сохранилось на территории этой страны около шести-семи десятков.
Предложение финских учёных было включено в итоговую резолюцию юбилейной конференции Струве, затем поддержано Международным астрономическим союзом и Международной федерацией геодезистов. Подготовка проекта включения дуги Струве в список ЮНЕСКО длилась 8 лет. В каждой стране были проведены поисково-геодезические работы по обнаружению первоначальных пунктов, собрана, структурирована и приведена к единообразию информация из всех стран Дуги Струве. Каждый национальный пакет итоговых документов был подписан представителем правительства. В 2004 году был создан специальный Международный Комитет — наднациональный механизм управления Дугой Струве.
28 января 2004 года предложение об утверждении сохранившихся 34 пунктов Дуги Струве в качестве Памятника Всемирного наследия было подано в Комитет ЮНЕСКО по Всемирному наследию. В 2005 году это предложение было принято.
Основаниями для утверждения послужили следующие критерии:
- огромный географический охват. Англо-французская и Ост-Индская дуги имеют сопоставимую протяжённость, но измерялись они значительно дольше;
- точность измерений;
- международный характер исследования, в котором участвовали учёные и картографы Норвегии, Швеции и России, расчёты немецких и французских математиков, изготовленные в Германии точные инструменты.

## Координаты пунктов дуги

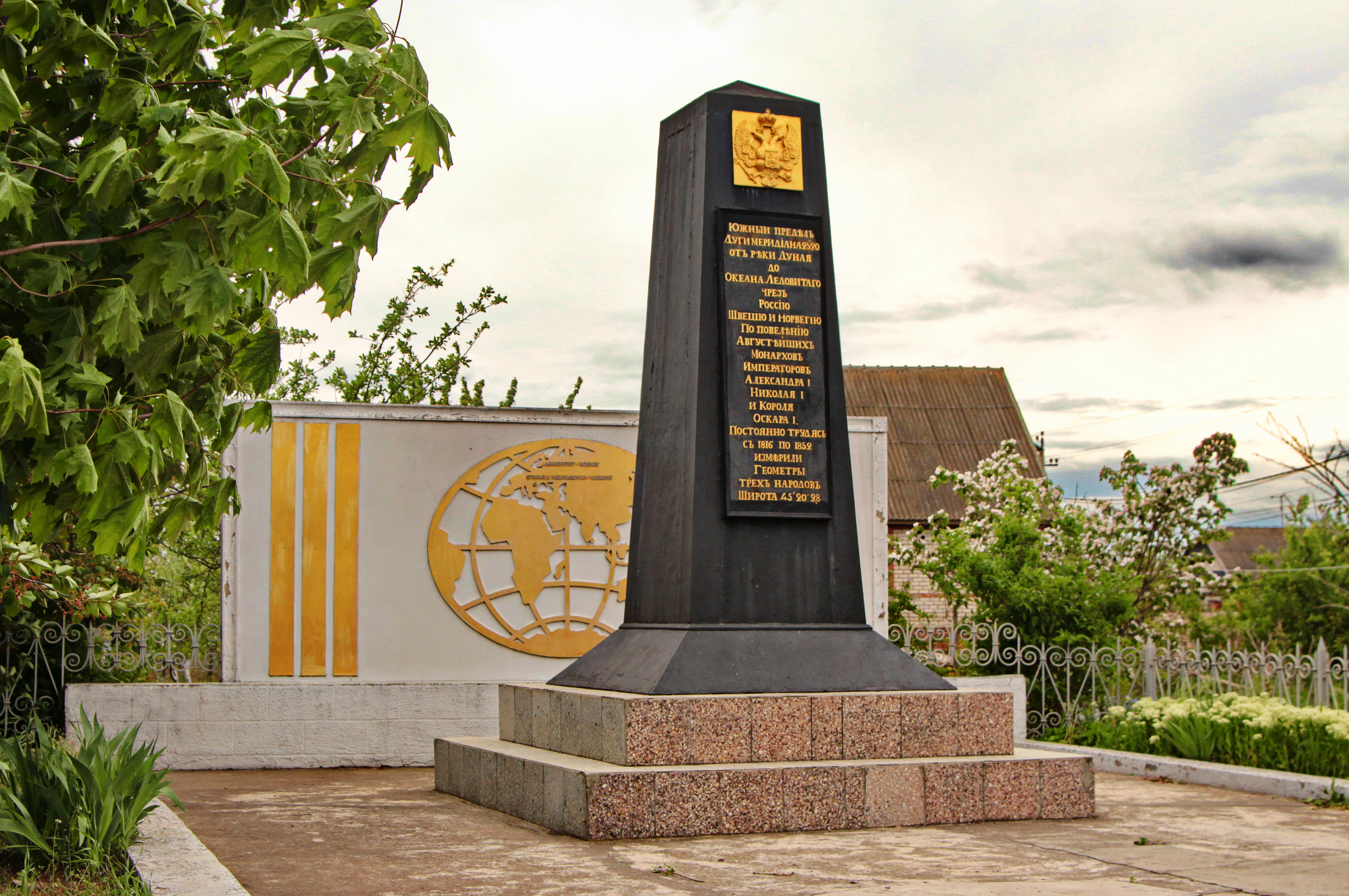
Самый южный пункт дуги Струве в селе Старая Некрасовка (Одесская область), Украина

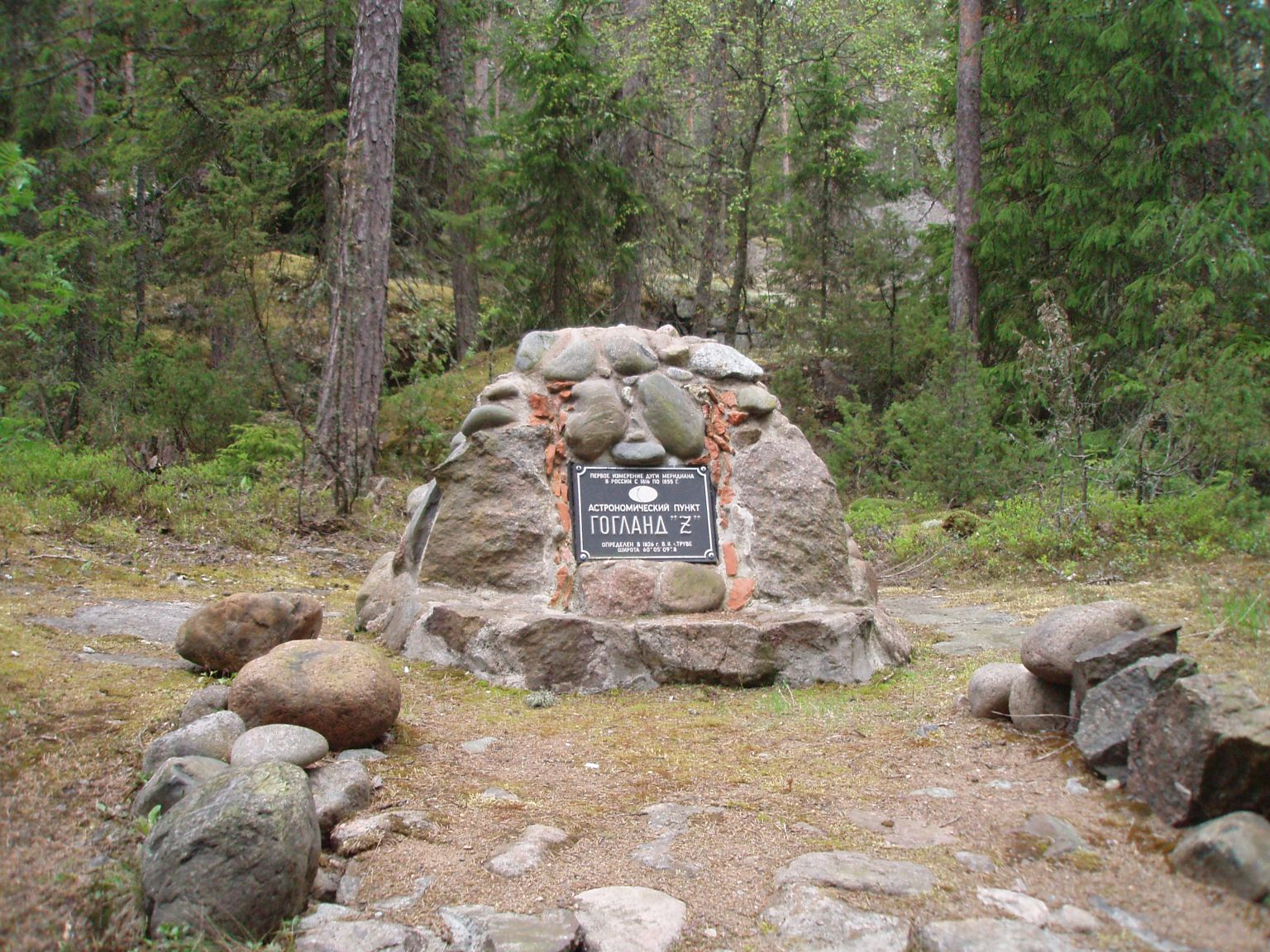
Пункт «Точка Z» в России, на острове Гогланд

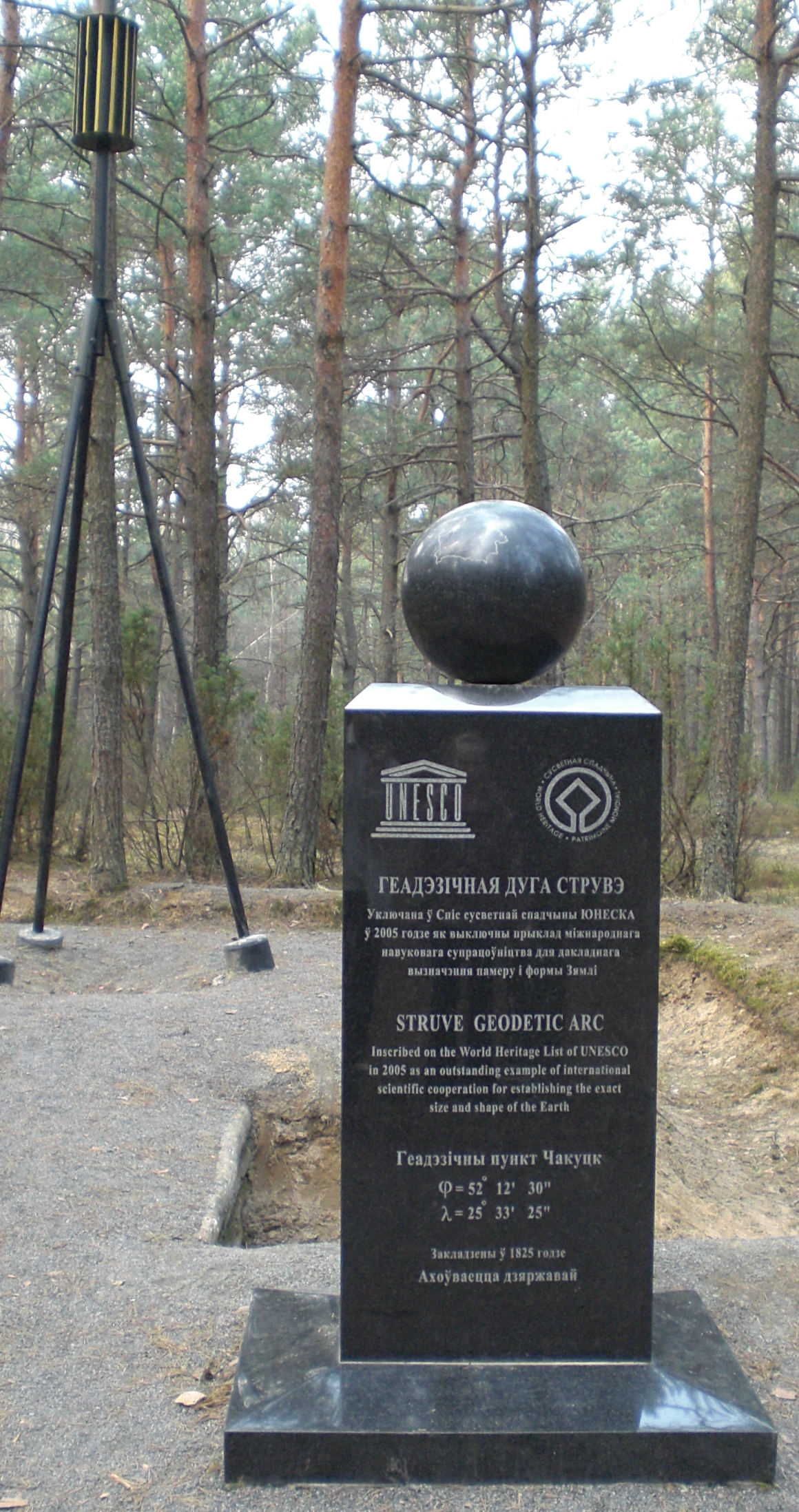
дер. Щекотск, Ивановский район, Беларусь

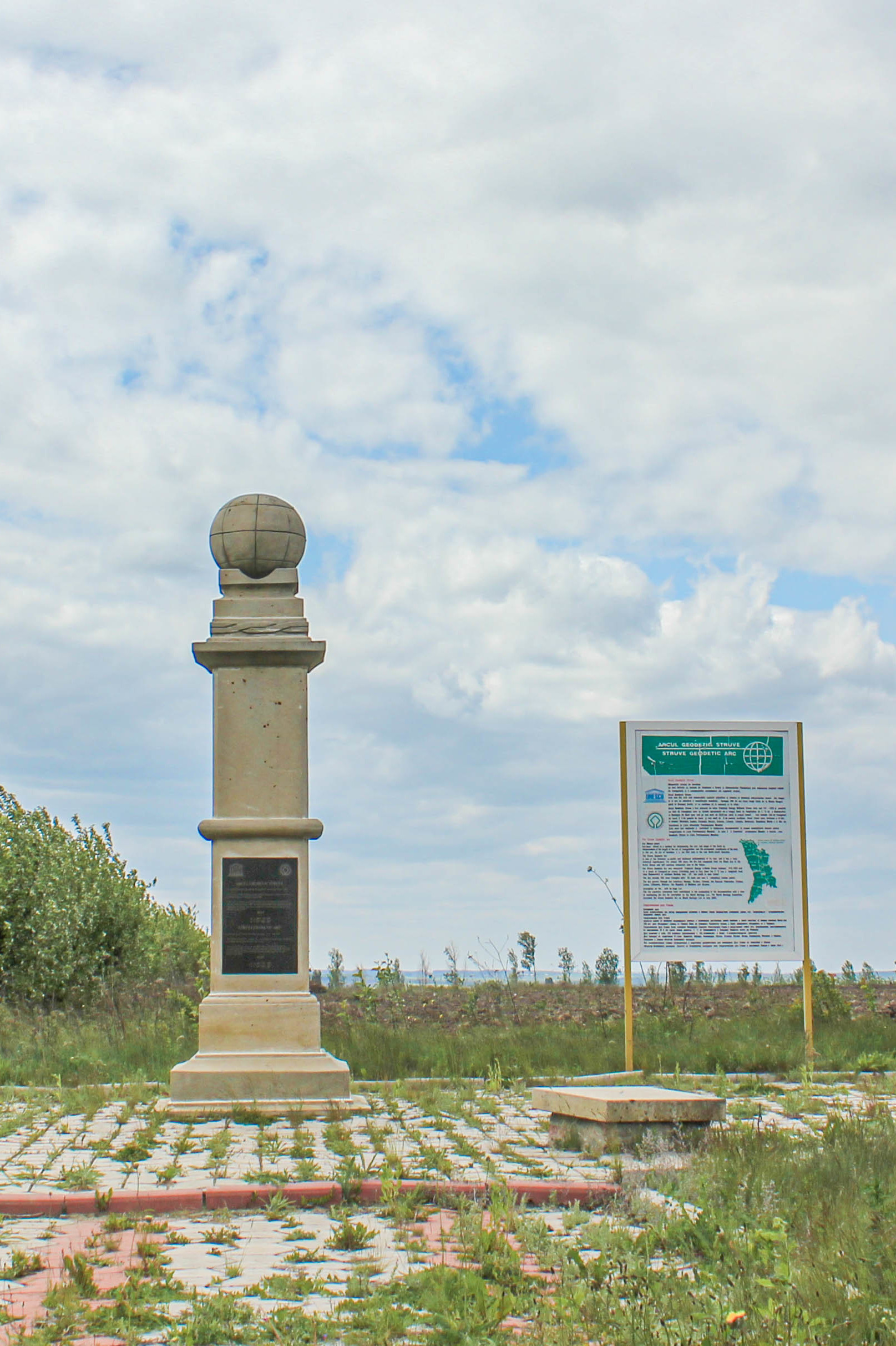
Пункт в селе Рудь, Молдавия

### Норвегия
- Фугленес в Хаммерфесте 70°40′12″ с. ш. 23°39′48″ в. д.HGЯO
- Райпас в Алте 69°56′19″ с. ш. 23°21′37″ в. д.HGЯO
- Luvdiidcohkka в Каутокейно 69°39′52″ с. ш. 23°36′08″ в. д.HGЯO
- Baelljasvarri в Каутокейно 69°01′43″ с. ш. 23°18′19″ в. д.HGЯO

### Швеция
- 68°15′18″ с. ш. 22°58′59″ в. д.HGЯO
- 67°16′36″ с. ш. 23°14′35″ в. д.HGЯO
- 66°38′47″ с. ш. 23°46′55″ в. д.HGЯO
- 66°01′05″ с. ш. 23°55′21″ в. д.HGЯO

### Финляндия
- Стуор-Ойви (ныне «Стуорраханоайви») в районе горы Тарвантоваара, Энонтекиё 68°40′57″ с. ш. 22°44′45″ в. д.HGЯO
- Авасакса на скале Аавасакса, Юлиторнио 66°23′52″ с. ш. 23°43′31″ в. д.HGЯO
- Торнеа на колокольне церкви Алаторнио, Торнио 65°49′48″ с. ш. 24°09′26″ в. д.HGЯO
- Пуолакка на горе Оравивуори, Корпилахти 61°55′36″ с. ш. 25°32′01″ в. д.HGЯO
- Порлом II на горе Торникаллио в Порламми, Лапинярви 60°42′17″ с. ш. 26°00′12″ в. д.HGЯO
- Свартвира на острове Муставиири, Пюхтяа 60°16′35″ с. ш. 26°36′12″ в. д.HGЯO

### Россия
На территории России в настоящий момент находятся лишь 2 пункта Дуги, обе — на острове Гогланд в Финском заливе.
- Мякипяллюс 60°04′27″ с. ш. 26°58′11″ в. д.HGЯO
- Точка «Z» 60°05′09″ с. ш. 26°57′37″ в. д.HGЯO

### Эстония
- 59°03′28″ с. ш. 26°20′16″ в. д.HGЯO
- 59°02′54″ с. ш. 26°24′51″ в. д.HGЯO
- «Дорпат» (Обсерватория Тарту) 58°22′43″ с. ш. 26°43′12″ в. д.HGЯO

### Латвия
- 56°50′24″ с. ш. 25°38′12″ в. д.HGЯO
- 56°30′05″ с. ш. 25°51′24″ в. д.HGЯO

### Литва
- Гирейшай, Рокишкский район 55°54′09″ с. ш. 25°26′12″ в. д.HGЯO
- Мешконис, Вильнюсский район 54°55′51″ с. ш. 25°19′00″ в. д.HGЯO
- Палепюкай, Вильнюский район 54°38′04″ с. ш. 25°25′45″ в. д.HGЯO

### Беларусь
- Тюпишки, Ошмянский район(54°17′29″ с. ш. 26°02′43″ в. д.HGЯO
- Лопаты, Щучинский район 53°33′37″ с. ш. 24°52′11″ в. д.HGЯO), на юго-восток от деревни Лопаты, рядом с трассой P141.
- Осовница, Ивановский район 52°17′21″ с. ш. 25°38′58″ в. д.HGЯO
- Щекотск, Ивановский район 52°12′30″ с. ш. 25°33′25″ в. д.HGЯO
- Лясковичи, Ивановский район 52°09′38″ с. ш. 25°34′17″ в. д.HGЯO
- Докудово 1, Лидский район, 53°48′50″ с. ш. 25°30′37″ в. д.HGЯO
- Ивацевичи, Брестская область 52°43′28″ с. ш. 25°19′15″ в. д.HGЯO
- Белин, Дрогичинский район 52°02′40″ с. ш. 25°13′03″ в. д.HGЯO
- Бездеж, Дрогичинский район 52°19′30″ с. ш. 25°17′07″ в. д.HGЯO

### Украина
- Горники (Ровненская область) 50.384775, 25.844539
- Крупа (Волынская область) 50°41′03″ с. ш. 25°24′45″ в. д.HGЯO
- Катериновка (Хмельницкий район) 49°33′57″ с. ш. 26°45′22″ в. д.HGЯO
- Фельштин, ныне Гвардейское (Хмельницкая область) 49°19′48″ с. ш. 26°40′55″ в. д.HGЯO
- Барановка (Хмельницкая область) 49°08′55″ с. ш. 26°59′30″ в. д.HGЯO
- Старая Некрасовка (Одесская область), 45°19′57″ с. ш. 28°55′40″ в. д.HGЯO

### Молдавия
- Рудь 48°19′05″ с. ш. 27°52′35″ в. д.HGЯO является единственным объектом Всемирного наследия ЮНЕСКО в Молдавии. Изначально на территории современной Молдавии находилось 27 пунктов дуги. Пункт находится в яблоневом саду, в 300 метрах от автотрассы Сороки — Отачь.
- Джамана

## Нумизматика

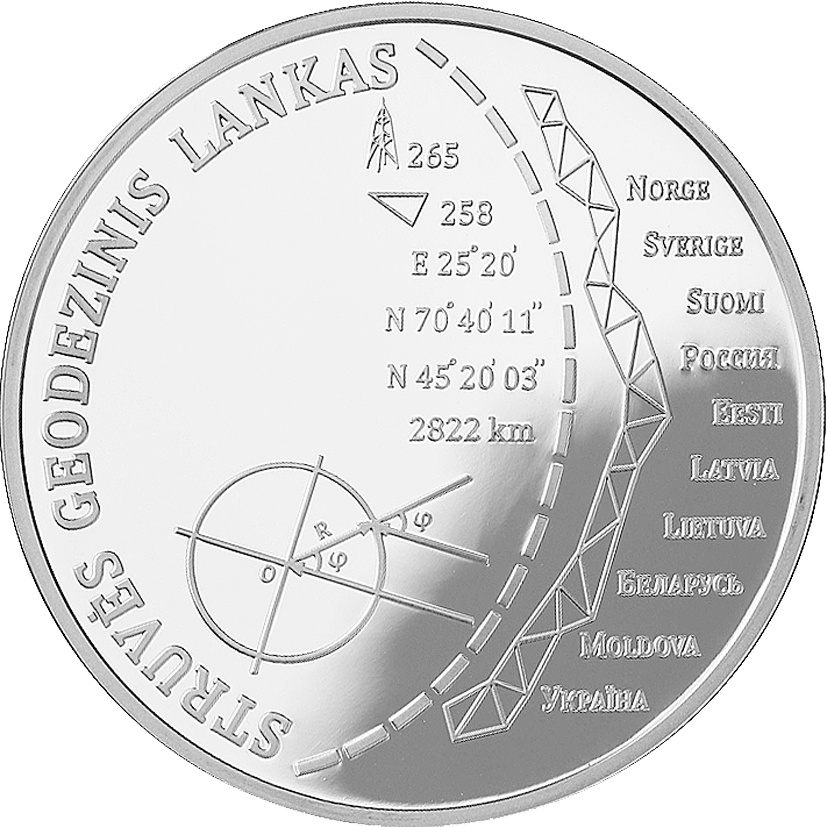
Памятная монета банка Литвы

- 29 декабря 2006 года Национальный банк Республики Беларусь выпустил памятные монеты: серебряную 20 рублей и 1 рубль из медно-никелевого сплава.
- 15 июня 2009 года Национальный Банк Молдовы выпустил памятную серебряную монету номиналом 50 лей
- 11 мая 2015 года Банк Литвы выпустил памятную серебряную монету 20 евро.
- 07 мая 2016 года на Банкнотно-монетном дворе Украины была выпущена памятная монета «Геодезическая дуга Струве» (к 200-летию начала осуществления астрономо-геодезических работ) из нейзильбера номиналом 5 гривен. тираж монеты составил 30000 шт.